# Запруднево (Тверская область)
Запруднево  — деревня в Зубцовском районе Тверской области. Входит в состав Зубцовского сельского поселения.

## География
Находится в южной части Тверской области на расстоянии менее 1 км на север по прямой от районного центра города Зубцов в левобережной части района.

## История
Деревня была отмечена еще на карте 1825 года. В 1859 году здесь (деревня Зубцовского уезда Тверской губернии) было учтено 4 двора, в 1941 — 7. Ныне здесь действует гостиница.

## Население
Численность населения: 46 человек (1859 год), 0 в 2002 году, 5 в 2010.